# Rodrigo Ponce De León
Rodrigo Ponce De León (Campana, Argentina, 6 de noviembre de 1995) es un futbolista argentino. Su posición es la de arquero, y actualmente se encuentra en el Club Villa Dálmine.

## Trayectoria
Salió de las inferiores del Club Villa Dálmine. Hasta ahora no hizo su debut en la primera división.

## Clubes
| Club          | País      | Año             |
| ------------- | --------- | --------------- |
| Villa Dálmine | Argentina | 2013 - Presente |